# Ikwuano
Ikwuano è una città della Repubblica Federale della Nigeria appartenente allo Stato di Abia. 
È il capoluogo dell'omonima area a governo locale (local government area) che si estende su una superficie di 281 km² e conta una popolazione di 137.993 abitanti.